# Demetallisierte Folie
Eine demetallisierte Folie ist eine zunächst vollflächig metallisierte Polyesterfolie, bei der mit einem speziellen Verfahren Teilbereiche von der Metallisierung ausgespart werden. 
Wo das verpackte Produkt durch die Verpackung sichtbar sein muss, wird ausgespart, andere Bereiche bleiben metallisiert: Es entstehen Sichtfenster. Vorteile ergeben sich insbesondere bei einer aufwändig bedruckten Verpackungsfolie: Die Druckfarben erhalten ein metallisch glänzendes Aussehen, das ohne unterlegte Metallisierung nicht möglich wäre. 
Demetallisierte Folien finden zwischenzeitlich in vielen Bereichen der verpackenden Lebensmittelindustrie ihren Einsatz. Sie sind sowohl im Bereich der Rollenware wie auch bei hochwertigen Standboden- und Seitenfaltenbeuteln anzutreffen.